# استثنائية

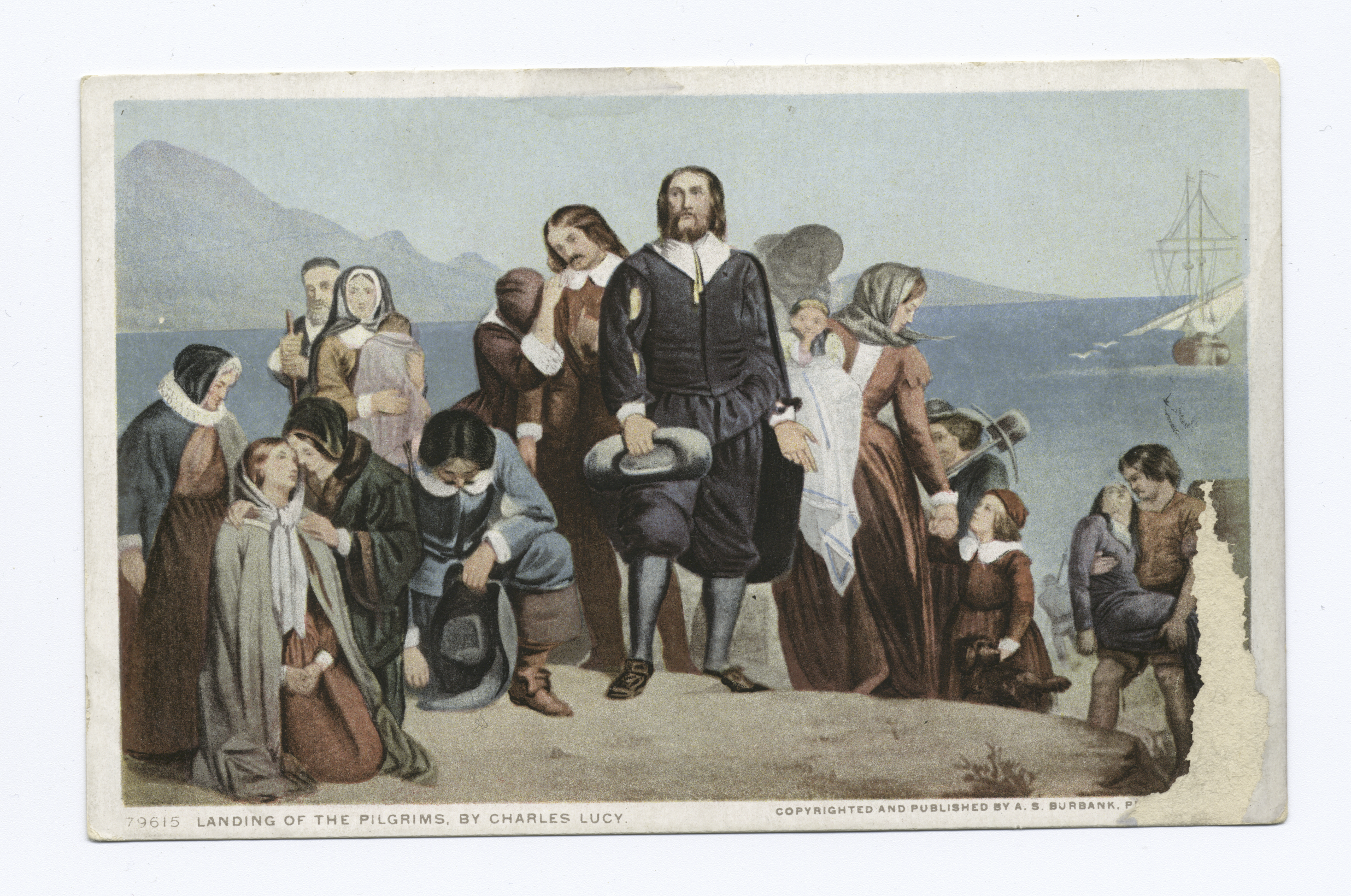
رقم سلسلة البطاقة البريدية: 79615 إصدارات العقود حصريًا، بما في ذلك الأعمال السياحية لفريد هارفي في جنوب غرب أمريكا.

الاستثنائية هي الاعتقاد أو القناعة أن صنفاً أو بلداً أو مجتمعاً أو مؤسسة أو حركة أو فرداً أو فترة زمنية هي استثنائية (ما يعني، غير اعتيادية أو خارقة). يحمل المصطلح الإيحاء أن المعني أسمى من غيره بطريقة أو بأخرى سواءً حُدِّدَ ذلك أم لم يُحدَّد.
بالرغم من أن الفكرة قد طُوِّرت بصدد عصر ما، تُطبَّق في الزمن الحاضر بشكل خاص بصدد أُمم أو مناطق محددة.
تتضمن الاستخدامات الأخرى للمصطلح الاستثنائية الطبية والجينية.

## التاريخ
أسهب المؤرخون الفلاسفة الرومنسيون الألمان، خصوصاً يوهان غوتفريد هيردر (1744-1803) ويوهان غوتليب فيشته (1762-1814) حول موضوع التميز في أواخر القرن الثامن عشر. إذ قللوا من التركيز على الحالة السياسية وبدلًا من ذلك زادوا التركيز على تميز الفولك، الذي يشمل كل الشعب ولغاتهم وتقاليدهم. تملك كل أمة تُعتَبر وحدة ثقافية ذات تاريخ مميز خاص بها «روحًا وطنية» أو «روح الشعب» (فولكسجيست). لدى هذه الفكرة تأثير كبير على نمو القومية في الأراضي الأوروبية في القرن التاسع عشرــ خصوصاً تلك التي يحكمها النخبة من مكان آخر.
قُدِّمت مزاعم الاستثنائية للكثير من الدول، من ضمنها الولايات المتحدة وأستراليا وألمانيا وفرنسا واليونان والهند وباكستان وإمبراطورية اليابان وإيران وإسرائيل وكوريا الشمالية وكوريا الجنوبية وجنوب أفريقيا وإسبانيا وبريطانيا والاتحاد السوفييتي والاتحاد الأوروبي وتايلاند. أضاف المؤرخون حالات عديدة أخرى، من ضمنها الإمبراطوريات التاريخية مثل الصين والدولة العثمانية وروما القديمة والهند القديمة، فضلًا عن مجموعة كبيرة من الممالك الأقل شأنًا في التاريخ.

## النقد
يمكن أن يمثل الاعتقاد بالاستثنائية تشبيه أفكار خاطئ بالفلسفة التاريخية وبهذا تقوم بالتأكيد البالغ على السمات الخاصة في التحليل وتتجاهل أو تقلل من شأن مقارنات ذات مغزى. قد تتمسك مجموعة ما بالاستثنائية بهدف المبالغة في إظهار الفروقات وإظهار نطاق أكبر للفعل ولتجنب الاعتراف بالتشابهات التي قد تقلل من المبررات المفروضة. قد يكون هذا مثالًا عن الالتماس الخاص، وهو صيغة من الجدال المُفتَعل الذي يتجاهل الأسس المهمة للمقارنات ذات المغزى.

## الانفصال
استخدم جيه برادفورد دي لونغ المصطلح «استثنائي «لوصف النمو الاقتصادي لأوروبا الغربية ما بعد الحرب العالمية الثانية.
قد تُمثِّل الاستثنائية تشبيهًا خاطئًا بالفلسفة التاريخية بالافتراض أنه فقط السمات الخاصة مهمة في التحليل، في حين تتجاهل المقارنات ذات المغزى. كتب العالم السياسي نوريتادا ماتسودا، «من الممكن لما قد يبدو استثنائيًا في دولة ما أن يتواجد في دولة أخرى».
في النقاشات ذات الدوافع العقائدية، قد تتمسك مجموعة ما بالاستثنائية، مع أو بدون المصطلح، بهدف المبالغة في إظهار الفروقات، ربما لخلق جو متسامح لنطاق أكبر من الفعل، ولتجنب الاعتراف بالتشابهات التي قد تقلل من المبررات المفروضة. إذا لم يبرر له، يُمثِّل هذا مثالًا عن الالتماس الخاص، وهو صيغة من الجدال المُفتَعل الذي يتجاهل الأسس المهمة للمقارنات ذات المغزى.
قد يتضمن المصطلح «استثنائي «نقدًا لنزعة البقاء منفصلًا عن الآخرين. على سبيل المثال، يُسمّى أحيانًا عزوف حكومة الولايات المتحدة عن الانضمام لعدة معاهدات دولية «استثنائياً».

## الاستثنائية الطبية
ينطوي استخدام المصطلح «استثنائية فيروس نقص المناعة البشرية» على أن الإيدز هو مرض معدٍ والذي يجب علاجه بشكل مختلف عن باقي الأمراض المعدية أو يوحي بالمنافع غير المتوفرة لأولئك الذين يعانون من أمراض أخرى.
الاستثنائية الجينية هي برنامج سياسة يحول المعلومات الجينية إلى شيء طبي. مثل الاستثنائية المحيطة بفحص فيروس نقص المناعة البشرية، ترتكز الاستثنائية الجينية على الاعتقاد أن الشخص العادي يحتاج لخبير طبي مُسجَّل من أجل تقديم الإرشاد والدعم خلال اكتشاف المعلومات مع التداعيات الصحية، حتى لو كانت تلك المعلومات معرفة عامة، مثل أنه لدى الشخص شعرٌ أحمرٌ، والذي يصاحبه تعرض أكبر لحروق الشمس وسرطان الجلد. في دولة تملك قوانين استثنائية جينية قوية، التصريح من معالج فيزيائي ضروري للحصول على المعلومات بخصوص جينات الشخص.